# 杜姆拉
杜姆拉（Dumra），是印度比哈尔邦Sitamarhi县的一个城镇。总人口14538（2001年）。

## 人口
该地2001年总人口14538人，其中男性8249人，女性6289人；0—6岁人口1603人，其中男841人，女762人；识字率77.18%，其中男性为80.06%，女性为73.40%。